# Ministerpräsident von Belarus
Der Ministerpräsident der Republik Belarus (belarussisch Прэм’ер-міністр Рэспублікі Беларусь, russisch Премьер-министр Республики Беларусь) ist der Regierungschef von Belarus. Bis 1991 lief das Amt unter der Bezeichnung Vorsitzender des Ministerrates der Weißrussischen Sozialistischen Sowjetrepublik als Regierungschef der Unionsrepublik der Sowjetunion.
Der Ministerpräsident leitet den Ministerrat von Belarus, das zentrale Organ der Regierung, und ist dem Präsidenten gegenüber rechenschaftspflichtig. Der Ministerpräsident wird vom Präsidenten ernannt. Sobald der Ministerpräsident ernannt ist, bilden sie ein 30-köpfiges Kabinett, das aus Ministern und einem Vorsitzenden besteht, von denen letzterer ein nichtministerielles Amt ist. Da Belarus eine Präsidialrepublik ist, hat der Ministerpräsident keine faktische Macht oder Kontrolle über Regierungsangelegenheiten und steht letztendlich unter direkter Kontrolle des Präsidenten, der die tatsächliche Macht über die Regierung und ihre Aktivitäten hat.
Die Aktivitäten des Ministerpräsidenten bei der Verwaltung der Regierung umfassen:
- Unterzeichnung von Regierungsgesetzen
- Den Präsidenten über die grundlegenden Richtlinien der Regierung informieren
- Entwurf des Haushaltsplans
- Durchsetzung einer einheitlichen Finanz-, Geld-, Bildungs-, Gesundheits- und Arbeitspolitik
- Sicherstellung der Umsetzung der Dekrete und Anweisungen des Präsidenten

Der offizielle Amtssitz des Ministerpräsidenten befindet sich im Regierungsgebäude am Unabhängigkeitsplatz in Minsk.